# InfluxDB
InfluxDB — система управления базами данных с открытым исходным кодом для хранения временных рядов; изначально написана на языке Go, но позже переписана на Rust (язык программирования) и не требует внешних зависимостей. Основной фокус — хранение больших объёмов данных с метками времени (таких, как данные мониторинга, метрики приложений и показания датчиков), и их обработка в условиях высокой нагрузки на запись.
Система не предусматривает операции обновления записи (Update): для схожих целей используется вставка данных с тем же ключом (временем). Операция удаления записей (Delete) выполняется очень долго, от нескольких секунд на удаление одной записи, и не поддерживает фильтрацию для удаления с использованием условий на столбцы (но можно с использованием тегов или времени). При добавлении нового тега фильтр по этому тегу для существующих данных недоступен.
Основная разработка и коммерциализация продукта ведётся американской компанией InfluxData (до 2015 года носила наименование Errplane).